# Oratorio del Santissimo Sacramento e Santa Caterina da Siena
Oratorio del Santissimo Sacramento e Santa Caterina da Siena, även benämnt Santissimo Sacramento e Sacre Stigmate di Santa Caterina da Siena, var ett oratorium i Rom, helgat åt det allraheligaste Sakramentet och den heliga Katarina av Siena. Oratoriet var beläget vid Via della Lupa i Rione Campo Marzio.
Omkring år 1740 bildades i kyrkan San Nicola dei Prefetti sällskapet Compagnia della Madonna Santissima del Rosario e Sagre Stimate di Santa Caterina da Siena. Några år senare fick man tillåtelse att vid den närbelägna Via della Lupa uppföra ett eget oratorium, vilket konsekrerades år 1743. Gatan är uppkallad efter Fontanella della Lupa, en liten fontän, vilken var belägen i hörnet av Via della Lupa och Via dei Prefetti. Oratoriet revs kort efter år 1852 och ersattes med bostadshus.